# Безугляки
Безугляки́ — село в Україні, у Фурсівській сільській громаді Білоцерківського району Київської області. Населення — 431 особа.

## Історія
Час заснування Безугляків невідомий. На креслині Гійома де Боплана 1650 року вказано як село Безляшки. У 1648—1674 роках село входило до однієї з Білоцерківських сотень Білоцерківського полку української держави Військо Запорозьке. 1674 року, через скасування гетьманом Петром Дорошенком Білоцерківського полку та неможливість захистити його територію від військ Речі Посполитої, Безугляки увійшли до складу Речі Посполитої й Київського воєводства.
У 1923—1962 та 1965—2020 роках село перебувало у складі Сквирського району Київської області.
2 серпня 2017 року, в ході децентралізації, Пищиківська сільська рада об'єднана з Фурсівської сільської громади Білоцерківського району.
19 липня 2020 року, в результаті адміністративно-територіальної реформи та ліквідації Сквирського району, село увійшло до складу новоутвореного Білоцерківського району.